# 태국어 위키백과
태국어 위키백과(태국어: วิกิพีเดียภาษาไทย)는 2003년 12월에 시작된 태국어 버전의 위키백과이다. 2013년 3월 경으로, 태국어 위키백과는 전체 위키백과 중에서 43번째로 크다. 기호는 th이다.